# Szentivánéji álom
Szentivánéji álom (Songe d'une nuit d'été) est une opérette hongroise de 2008, librement inspirée par la pièce Le Songe d'une nuit d'été de William Shakespeare.

## Synopsis
Lors du solstice d'été, quatre jeunes gens s’aventurent au cœur des bois… D’un côté, Hermia et Lysander, victimes d’une passion contrariée, s’enfuient pour vivre leur relation. De l’autre, Demetrius, également épris d’Hermia, est bien décidé à la conquérir. Il poursuit le couple infortuné, la belle Heléna sur les talons – cette dernière est amoureuse du jeune homme, qui la méprise et ne lui rend pas ses sentiments.
Dans cette même forêt, une bande de comédiens amateurs répète en vue des noces d'Hermia, la fille de Theseus et Hippolyta.
Pour ajouter à ce chaos sentimental, Oberon et Titánia, roi et reine des fées, se disputent. Leur courroux magique est à l’œuvre. Par l’intermédiaire du lutin Puck, les couples se font et se défont jusqu’à l’aurore…

## Airs
La bande-originale du spectacle est disponible dans la collection Híres operettek (Opérettes célèbres). Elle comprend les titres suivants :
1. Mindenki szerelmes
2. « Szökjünk együtt »
3. Fiúcska
4. Csiribáj
5. Majd én megmutatom...
6. « lááááááá »
7. Mulatós
8. « Vesztettem »
9. « Ereszd el a hajamat! »
10. Kitagad a föld
11. Világok találkozása
12. Szellemvizsga
13. Világkirály
14. Hová tűnjek el?
15. Mesterek színháza
16. « Zivatar »
17. Boleró

## Personnages évoqués

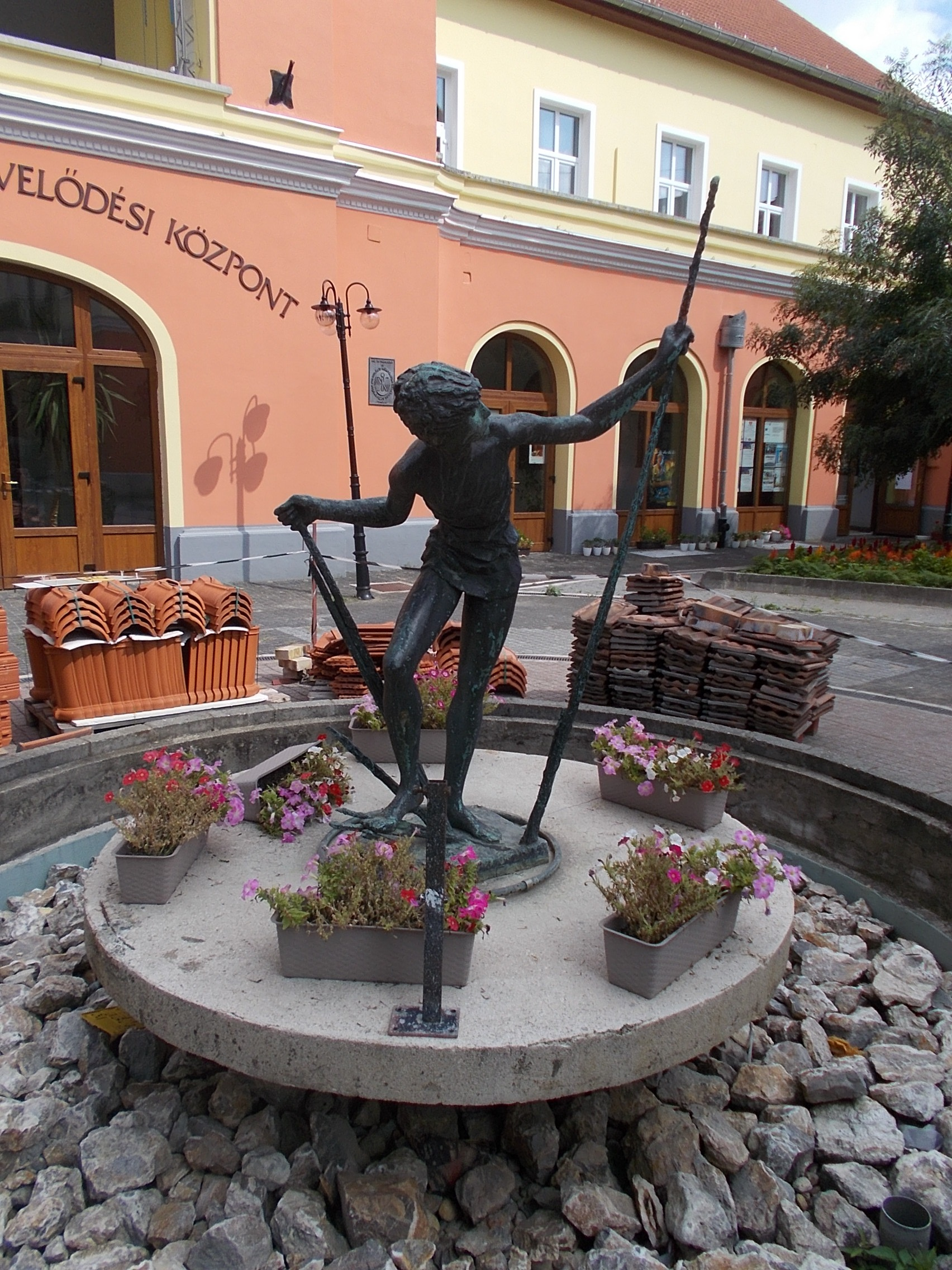
Statue représentant Puck, dans le Parc Táncsics (Sátoraljaújhely).

- Lysander (Lysandre) : grand amour d’Hermia.
- Heléna (Héléna) : grand amour de Demetrius.
- Demetrius (Démétrius) : amouraché d’Hermia puis véritable amour d’Heléna.
- Hermia (Hermia) : grand amour de Lysandre.
- Zuboly (Bottom) : tisserand se rêvant acteur, membre d’une troupe amateur. Ses mésaventures l’amèneront à arborer une tête d’âne, infligée par Puck.
- Oberon (Obéron) : roi des fées.
- Titánia (Titania) : reine des fées.
- Puck : lutin farceur à la solde d’Oberon.
- Theseus (Thésée) : époux d'Hippolyta et père d’Hermia.
- Hippolyta (Hippolyte) : épouse de Theseus et mère d’Hermia.
- Vackor (Lecoin) : charpentier et metteur en scène d’une troupe amateur.
- Dudás (Flûte) : raccommodeur de soufflets, membre d’une troupe amateur.
- Gyalu (Etriqué) : menuisier, membre d’une troupe amateur.
- Orrondi (Groin) : chaudronnier rétameur, membre d’une troupe amateur.
- Ösztövér (Meurt de faim) : tailleur, membre d’une troupe amateur.
- Les compagnons de Puck.
- Le chef de la police.

## Distribution originale[2]
- Lysander : Attila Dolhai
- Heléna : Anna Peller
- Demetrius : Dávid Szabó
- Hermia : Bernadett Vágó
- Zuboly : Zoltán Bereczki
- Oberon : Szilveszter P. Szabó
- Titánia : Kata Janza
- Puck : Máté Miklós Kerényi
- Theseus : Csaba Jantyik
- Hippolyta : Ottília Csengeri
- Vackor : Lajos Csuha
- Dudás : László Sánta
- Gyalu : Sándor György-Rózsa
- Orrondi : András Faragó
- Ösztövér : Gábor Szabó Dézsy

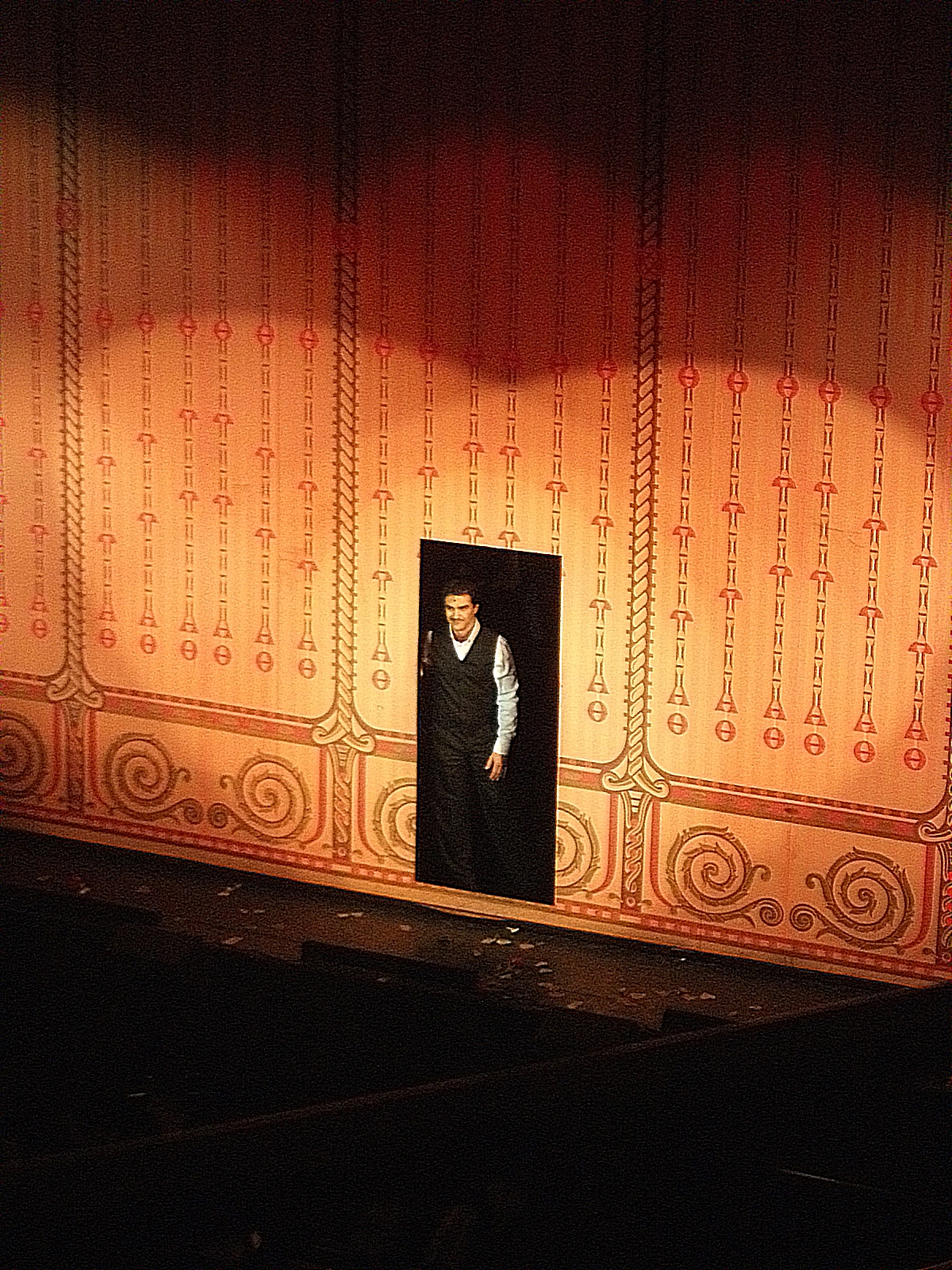
L'acteur principal, Attila Dolhai, sur la scène du Budapesti Operettszínház.

- Les compagnons de Puck : Dániel Rákász, Dávid Pirgel
- Le chef de la police : Hrisztosz Petridisz

## Création

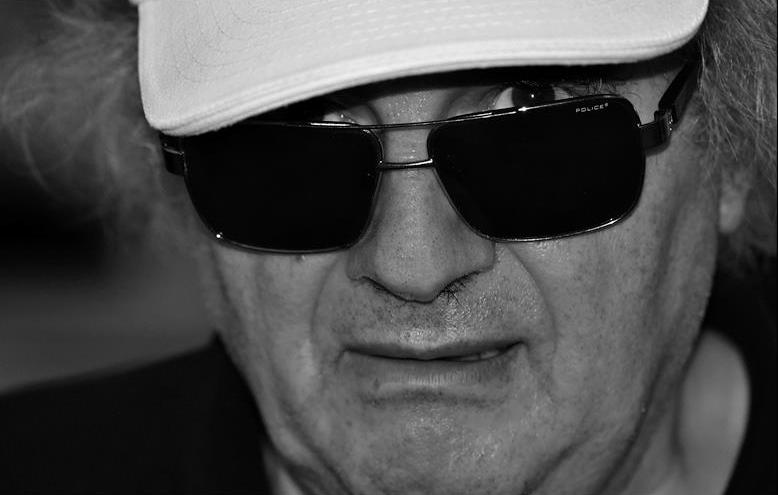
Le compositeur Béla Szakcsi Lakatos.

Il s’agit de la première opérette inspirée du Songe d'une nuit d'été de Shakespeare. 
Szentivánéji álom est une idée originale de Gábor Miklós Kerényi et György Böhm. Courant 2006, le duo fait appel à Béla Szakcsi Lakatos, éminent jazzman, pour composer l'opérette. Si la proposition le laisse dubitatif, Lakatos est finalement séduit par la singularité du projet et l'idée de mêler les sonorités tziganes à la trame shakespearienne. Le compositeur a jugé sa collaboration avec Kerényi et Böhm « très harmonieuse ». Lakatos caractérise Szentivánéji álom comme un « musical du monde » : ses partitions mêlent des éléments d'opéra, de folk tzigane hongrois, de la musique folklorique roumaine, des touches espagnoles et turques ainsi que du rap, de la soul et du jazz.

## Réception
Si les critiques restent enthousiastes, certains regrettent la tendance du spectacle à s'éparpiller en tous sens. Pour beaucoup, Szentivánéji álom pèche par ses excès et son mélange des genres parfois inabouti.  
La presse spécialisée loue les costumes « très spectaculaires » du peuple féérique, ainsi que le décor « agréable, imaginatif et original » ; elle salue aussi le jeu des acteurs, le son et les tableaux, « particulièrement réjouissants ». L'opérette est louangée pour sa beauté visuelle et son inventivité.  
Le casting est également prisé, le tandem Szilveszter P. Szabó / Kata Janza en tête. D'autres évoquent la performance de Zoltán Bereczki, lequel façonne avec élégance et décontraction son personnage de Zuboly, ainsi que l'ensemble des scènes comiques. De même, Máté Miklós Kerény se révèle très à l'aise dans son interprétation de Puck : « il porte la pièce [et] le fait avec brio ». Pour la plupart des critiques, Bernadett Vágó et Attila Dolhai sont à la hauteur de leur réputation : ils excellent « comme d'ordinaire ». D'une façon générale, toute la distribution « témoigne d'un professionnalisme hors du commun ». 
La partition de Lakatos interpelle, mariant « la dissonance de la musique contemporaine (d'ailleurs, le son puise beaucoup dans l'héritage de Debussy [ou] Satie) et la légèreté de l'opérette ». Cette singularité musicale pose quelquefois problème, allant jusqu'à éclipser la mise en scène et les performances. 
Le texte de Péter Sziámi Müller est décrit comme « saisissant », loin des livrets des comédies musicales populaires.
Les chorégraphies d'Eva Duda sont acclamées pour leur spiritualité et leur audace, notamment sur les tableaux amoureux. Elle s'investit avec autant de facilité dans le ballet classique (solo de l'enfant) que la danse contemporaine (Puck et ses pairs).

## Changements par rapport à la pièce shakespearienne[6]
La trame suit globalement celle du dramaturge anglais, à quelques exceptions notables. Les personnages humains n'appartiennent pas à la noblesse athénienne mais aux ethnies modernes tziganes. Comme dans le long-métrage de Michael Hoffman, le cadre rappelle davantage l'Italie que la Grèce évoquée par son postulat. 
En outre, Lysander confronte Oberon - là où celui-ci n’entre jamais en contact direct avec les humains dans la pièce originale. Cela donne lieu a l'une des chansons phares de l'opérette : Világok találkozása (La rencontre des mondes). Hippolyta et Theseus ne préparent pas leur propre union mais celle de leur fille Hermia, qu'ils ont l'intention de marier de force à un prétendant puissant. Autre changement considérable : Oberon et Titánia choisissent de devenir humains à la fin du deuxième acte. 
Ces variations n'ont pas fait l'unanimité auprès des critiques et du public. Le dénouement entourant le roi et la reine des fées est jugé particulièrement « incompréhensible ».